# Martial Payot
Martial Payot, né le 18 février 1900 à Chamonix et mort le 13 octobre 1949 à Chamonix, est un coureur du combiné nordique et un sauteur à ski français.

## Biographie
Martial Payot a participé aux jeux olympiques d'hiver de 1924 dans sa ville natale de Chamonix dans les trois disciplines nordiques. Il a terminé 25e en saut à ski. Il a abandonné dans le 18 km ce qui l'a forcé à abandonner dans le combiné nordique. 
Quatre ans plus tard aux jeux olympiques d'hiver de 1928 à St. Moritz, il a également participé aux trois disciplines. Il termine 22e dans le combiné nordique et 26e dans le saut à ski. Il termine à la 36e place dans le ski de fond avec un temps de 2 h 09 min 42 s.
Durant la Seconde Guerre mondiale, il fait partie du réseau de renseignements Alliance, dont il est responsable pour le secteur de Chamonix, puis pour toute la Savoie.

## Résultats

### Jeux olympiques
| Épreuve / Édition | Chamonix 1924 | St-Moritz 1928 |
| Combiné           | Ab            | 23e            |
| Saut à ski        | 25e           | 26e            |
| Ski de fond 18 km | Ab            | 36e            |

### Championnats de France
En 1926, 1927 et 1928, il remporte le championnat de France de ski. Il termine 3e en 1933.